# European Geosciences Union

Logo der EGU

Die European Geosciences Union (EGU) ist eine  interdisziplinäre wissenschaftliche Gesellschaft für Wissenschaftler, welche in den Geowissenschaften und benachbarten Fachgebieten arbeiten und forschen.
Ziele der EGU sind die Förderung der Geowissenschaften und der wissenschaftlichen Kooperation.
Gebildet wurde die Union am 7. September 2002 durch den Zusammenschluss der European Geophysical Society (EGS) und der European Union of Geosciences (EUG); sie gibt mehrere wissenschaftliche Zeitschriften heraus und war federführend bei der Einführung von online- und open-access-Journalen.

## Preise, Ehrungen und Stipendien
Die EGU vergibt verschiedene Auszeichnungen und Ehrungen, die teils bereits von einer der beiden Vorgängerorganisationen verliehen wurden:

### Allgemeine Preise der EGU (Auswahl)
- Alexander von Humboldt Medal
- Alfred Wegener Medal
- Arne Richter Award for Outstanding Young Scientists
- Arthur Holmes Medal
- Jean Dominique Cassini Medal

### Preise einzelner Fachrichtungen der EGU
- Alina Kabata-Pendias Medal (Boden-System-Wissenschaften)
- Augustus Love Medal (Geodynamik)
- Beno Gutenberg Medal (Seismologie)
- Christiaan Huygens Medal (Geowissenschaftliche Messtechnik und Datenmanagement)
- David Bates Medal (Planetologie und Solarsystem-Wissenschaften)
- Fridtjof Nansen Medal (Meereswissenschaften)
- Hannes Alfvén Medal (Solar-Terrestrische Plasma-Prozesse)
- Hans Oeschger Medal (Klima: Vergangenheit, Gegenwart & Zukunft)
- Henry Darcy Medal (Hydrologische Ingenieurwissenschaften und Wassermanagement)
- Ian McHarg Medal (Erd- und Weltraumwissenschaftsinformatik)
- Jean-Baptiste de Lamarck Medal (Stratigraphie, Sedimentologie und Paläontologie)
- John Dalton Medal (Hydrologie)
- Julius Bartels Medal (Solar-Terrestrische Wissenschaften)
- Lewis Fry Richardson Medal (Nichtlineare Prozesse in den Geowissenschaften)
- Louis Agassiz Medal (Kryosphärische  Wissenschaften)
- Louis Néel Medal (Erdmagnetismus & Gesteinsphysik)
- Milutin Milankovic Medal (Langfristige Klimaänderungen)
- Petrus Peregrinus Medal (Erdmagnetismus und Paläomagnetik)
- Philippe Duchaufour Medal (Boden-System-Wissenschaften)
- Plinius Medal (Naturkatastrophen)
- Ralph Alger Bagnold Medal (Geomorphologie)
- Robert Wilhelm Bunsen Medal (Geochemie, Mineralogie, Petrologie & Vulkanologie)
- Runcorn-Florensky Medal (Planetologie)
- Sergey Soloviev Medal (Auswirkungen von Naturkatastrophen auf Menschen und Ökosysteme)
- Stephan Mueller Medal (Tektonik & Strukturgeologie)
- Vening Meinesz Medal (Geodäsie)
- Vilhelm Bjerknes Medal (Atmosphärische Wissenschaften)
- Vladimir Ivanovich Vernadsky Medal (Biogeowissenschaften).